# Käthe Dahlem
Käthe Dahlem geb. Käthe Weber (* 20. März 1899 in Berlin; † 25. Dezember 1974 in Ost-Berlin) war eine deutsche KPD-Funktionärin, Widerstandskämpferin gegen den Nationalsozialismus und Funktionärin des Demokratischen Frauenbundes Deutschlands in der DDR.

## Leben
Dahlem wurde als Käthe Weber und Tochter eines Gewerkschaftsfunktionärs und Schuhmachers geboren. Nach der Volksschule arbeitete sie von 1913 bis 1919 als Verkäuferin. Schon mit 14 Jahren begann sie sich in sozialistischen Organisationen zu engagieren. So wurde sie 1913 Mitglied der Sozialistischen Arbeiter-Jugend (SAJ). 1917 trat sie der Unabhängigen Sozialdemokratischen Partei Deutschlands (USPD) und 1920 der Kommunistischen Partei Deutschlands (KPD) bei.
1919 heiratete sie den Kommunisten Franz Dahlem. Nach der Machtübernahme der Nationalsozialisten ging das Paar 1933 in die Emigration nach Frankreich. Beide wurden bei der KPD-Exilleitung in Paris tätig. 1935 wurde Dahlem Sekretärin der operativen Leitung der KPD in Prag, dann 1935 in Moskau und 1936 wieder in Paris. 1937 und 1938 war sie Mitarbeiterin des Zentralkomitees der Kommunistischen Partei Spaniens in Valencia und Barcelona.

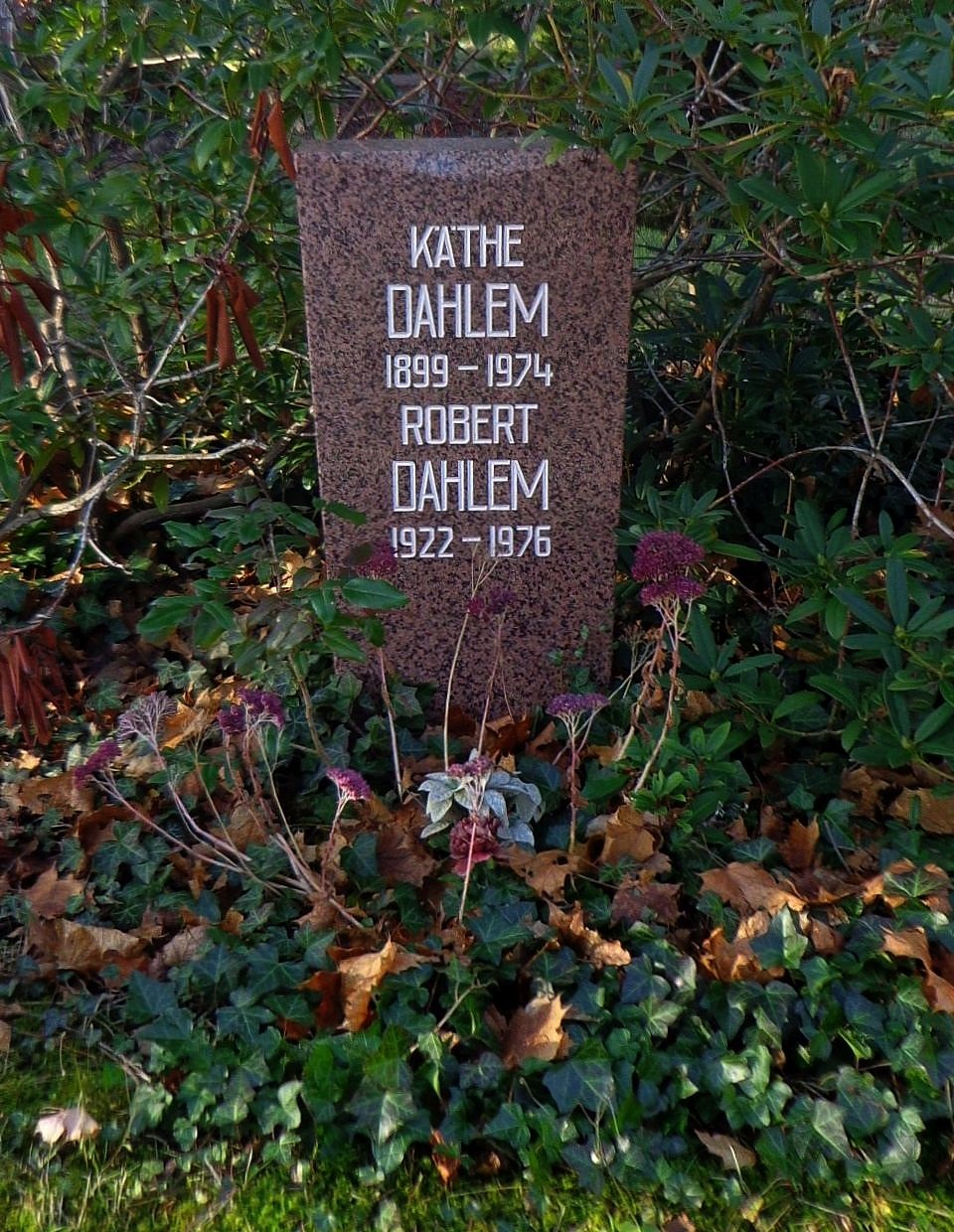
Grabstätte

1939 kehrte Dahlem nach Frankreich zurück und hielt sich zeitweise illegal in Toulouse auf. Dort hielt sie Kontakt zu kommunistischen Gefangenen im Internierungslager Le Vernet. 1944 und 1945 war sie Organisationssekretärin beim Komitee Freies Deutschland für den Westen (KDFW frz. CALPO). Im Oktober 1945 kehrte das Ehepaar Dahlem nach Deutschland zurück. Beide wurden 1946 mit der Zwangsvereinigung von SPD und KPD Mitglieder der SED.
Von 1946 bis 1947 war Dahlem Leiterin des Hauptfrauenausschusses beim Magistrat von Groß-Berlin und bis 1949 zudem Organisationsleiterin der Frauenausschüsse von Berlin. Von 1947 bis 1953 war Dahlem Mitglied des Bezirksvorstandes Berlin des Demokratischen Frauenbundes Deutschlands (DFD).
Ihre Urne wurde in der Grabanlage Pergolenweg des Berliner Zentralfriedhofs Friedrichsfelde beigesetzt, wo 1976 auch die ihres Sohnes Robert  bestattet wurde. Die Urne von Franz Dahlem erhielt 1981 einen Platz in der Gedenkstätte selbst.

## Ehrungen
- 1958 Medaille für Kämpfer gegen den Faschismus
- 1969 Vaterländischer Verdienstorden in Gold
- 1974 Karl-Marx-Orden
- 1971 wurde Dahlem gemeinsam mit ihrem Mann Ehrenbürgerin der französischen Stadt Ivry-sur-Seine.
- In Berlin ist eine Berufsschule nach Käthe Dahlem benannt.